# Csillóshasúak
A csillóshasúak (Gastrotricha) a laposféregszerűek (Platyzoa) közé tartozó állatok.

## Származásuk, elterjedésük
A 2010-es évek végéig a Lophotrochozoa kládba sorolták őket. Ekkor kikerültek ebből a kládból, és a jelenleg testvércsoportjuknak látszó csillóshasúakkal (Gastrotricha) közösen alkotják az új Rouphozoa kládot, ami viszont immár a Lophotrochozoa testvércsoportja. Ez egyúttal azt is jelenti, hogy a laposféregszerűek (Platyzoa) főtörzse megszűnik, mivel a harmadik csoport törzsei a Lophotrochozoa kládban maradnak.
Hosszú evolúciós idejük alatt számos környezethez alkalmazkodtak; a legtöbb sós- és édesvízben megtalálhatók.

## Megjelenésük, felépítésük
Apró állatok; testük 0,6-1,5 mm hosszú. Tengerekben és édesvizekben élnek, általában fenéklakók. Gyakoriak a tócsákban, keréknyomok vizében, mocsarakban, útszéli árkok vizében éppúgy, mint a nagyobb tavakban. A tengerekben is sok és érdekes fajuk él. Leginkább áprilistól novemberig találkozunk velük, ha az iszapból, vagy dús növényzetű tórészekből merítünk. Széles elterjedésű csoport, sok kozmopolita faj tartozik ide.
Testük megnyúlt, henger vagy palack alakú. Hasuk kissé lapos. Testükön fej, nyak és törzs többnyire jól elkülönült.
Testvégük változatos morfológiájú: lehet lekerekített vagy hegyes, rajta tapadómirigyekkel és az ezek nyílását viselő tapadócsövekkel. Az Euichthydina alrendbe tartozó fajok testvége villás, farkszerű, melyen tapadó mirigyváladék jut a szabadba. Az Apodina alrend fajainak testvége azonban nem villásan végződő, hanem lekerekített vagy beöblösödő.
A fejükön csomókba vagy sorokba rendezett csillók találhatók, amelyek a nyíláshoz sodorják a táplálékot.
Testüket rugalmas kutikula borítja, mely salétromsavban oldódik, de a lúgoknak ellenáll. A kutikula az Ichthydium nem fajain sima, míg a többi génusz esetében tüskékkel, pikkelyekkel borított. A tüskék némely esetben tekintélyes hosszúságot is elérhetnek. 
Az ún. homloksapka és a test két oldalán található oldalmezők felülete sima.
Izomzatuk hosszanti és körkörös és hát-hasi izmokból áll. A száj csúcsi helyzetű, de lehet a háti és a hasi oldalon is. A garat izmos, a bélcsatorna egyenes.
Az csillóshasúak hasi oldalán két párhuzamos hosszanti sávban csillókból álló szalag van, amelyek a helyváltoztatásban játszanak szerepet.
A kiválasztást egy pár elővesécske végzi (a tengerben élő fajokból hiányzik).
Lehetnek hímnősek, ritkán váltivarúak, gyakran csak a nőstények ismertek. Az édesvízi fajok kétféle petét termelnek: vastag burkú, kedvezőtlen körülmények között ellenálló tartós petét, és vékony burokkal ellátott petét. A peték rendkívül nagyok, olykor a test hosszának a felét is kiteszik. Fejlődésük közvetlen, a petéből kikelő fiatal állat nagyon hasonlít az ivarérettre.
Petéik lerakásához gondosan kiválasztott búvóhelyet használnak: algacsomókat, növényi törmeléket és főleg a kagylósrákok üres héjait. A petéket horgok, horgonyszerű képletek, tüskék borítják.
Az idegrendszerük a garat környéki páros idegdúcból és az innen kiinduló páros idegtörzsből áll. Érzékszerveik közül említést érdemel az elülső testvég két oldalán található csillós bemélyedés, amely valószínűleg a vízáramlást és a környezet kémiai viszonyait érzékeli.
Szerves törmelékkel, baktériumokkal, egysejtűekkel táplálkoznak.

## Kárpát-medencei fajaik
Ismertebb Kárpát-medencei fajaik:
- Sünférgecske (Chaetonotus maximus): állóvizekben, mohában gyakori
- Chaetonotus larus – a Kárpát-medence minden vizében előfordul
- Ichthydium podura – teste csupasz
- Lepidoderma squamatum – testét tüske nélküli pikkelyek borítják
- A Dasydytidae-család tagjainak nincsen farokvillájuk, és testüket hosszú sörték díszítik